# Jean-Pierre Barbier
Pour les articles homonymes, voir Barbier.
Jean-Pierre Barbier, né le 11 novembre 1960 à Bron (Rhône), est un homme politique français.

## Biographie

### Études
Jean-Pierre Barbier est élève au collège Saint-François à La Côte-Saint-André, puis, à compter de 1975, pensionnaire du lycée privé Aux Lazaristes, à Lyon. Après son baccalauréat, il intègre le lycée Champollion, à Grenoble, pour deux années de classes préparatoires. Il poursuit ses études supérieures à la faculté de pharmacie de Grenoble, située à La Tronche.

### Carrière professionnelle
Après avoir obtenu son diplôme de pharmacien, en 1985, il commence sa carrière à Lyon, puis s'installe rapidement dans la Bièvre pour ouvrir sa propre pharmacie, à La Côte-Saint-André.

### Carrière politique
Il occupe les fonctions de maire de Penol (de 1995 à 2015), conseiller général du canton de La Côte-Saint-André (de 2008 à 2015) et président de la communauté de communes du Pays de Bièvre-Liers (de 2001 à 2014).
Il est élu député lors des législatives de 2012 dans la 7e circonscription de l'Isère. Au cours de son mandat, il intervient principalement lors de la loi annuelle de financement de la Sécurité sociale, en particulier sur les sujets liés aux médicaments. Il est signataire d'une tribune réclamant un référendum au sujet de la loi autorisant le mariage des couples de personnes de même sexe, à laquelle il s'oppose. Lors des questions orales et des questions au gouvernement, il intervient sur des sujets comme l'agriculture, le Center Parcs de la forêt de Chambaran, l'accès au très haut débit et les garanties d'emprunt des bailleurs sociaux. 
En mars 2015, il est élu conseiller départemental du canton de la Bièvre, en tandem avec Claire Debost. Le 2 avril suivant, il est élu à la présidence du département. Il annonce plusieurs priorités pour son mandat : un plan de relance de l'économie locale de 100 millions d'euros, un développement équilibré des territoires, la rénovation du réseau routier rural ainsi que de grands axes (comme l'A480) et le rétablissement de la gratuité dans les transports scolaires départementaux. Au cours de son mandat, il met également l'accent sur la nécessité de mener à bien le projet de Center Parcs de Roybon et demande à l'État que les zadistes soient évacués pour que le projet puisse se réaliser. Il doit également gérer plusieurs évènements climatiques destructeurs, l'effondrement du tunnel du Chambon et l'incendie criminel d'un collège à Grenoble,. 
Augmentant fortement le budget départemental consacré à la culture, il défend devant Emmanuel Macron l'idée que la hausse des dépenses culturelles ne soient pas limitées par le pacte financier imposant un plafond à la hausse des dépenses de fonctionnement des collectivités locales,.
Chargé de l'organisation de la primaire présidentielle des Républicains de 2016 dans le département de l'Isère, il apporte son soutien à Nicolas Sarkozy et devient coordinateur de sa campagne sur la thématique de la culture,. En 2017, il fait le choix de ne pas se présenter à un nouveau mandat de député, afin de rester président du Conseil départemental. En 2019, il lance un mouvement « Pour l’Isère » afin de « rassembler les femmes et les hommes animés par la volonté de servir l’Isère et de participer au développement et à l’attractivité du département ».
À l'issue des élections départementales de 2021, il est réélu à la présidence du département de l'Isère avec une majorité élargie par rapport à son précédent mandat,.

## Décorations
- Chevalier de la Légion d'honneur le 11 juillet 2025[18].